# Entelodon

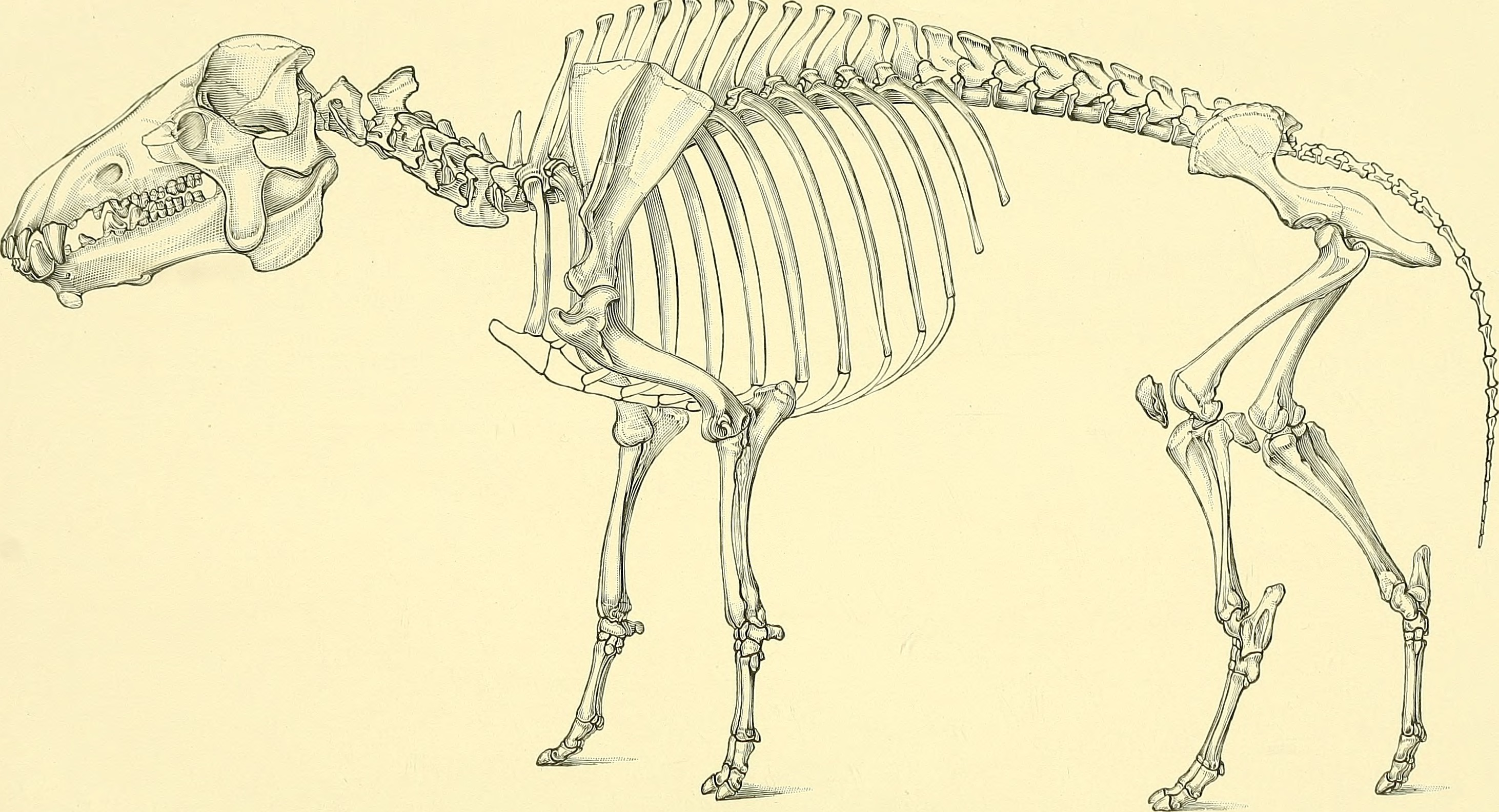
Obrázek kostry Entelodona

Entelodon (z řečtiny ἐντελής=entelēs "úplný" a ὀδών=odōn "zub") byl rod sudokopytníka žijící na rozhraní eocénu a oligocénu ve třetihorách v Eurasii. Lebkou byl velice podobný prasatům, ale jeho nejbližší současní příbuzní jsou hroši a kytovci. Spolu se svými vyhynulými příbuznými patří do čeledi entelodontidae.

## Popis
Šlo o velkého živočicha dlouhého kolem tří metrů. Byl vysoký kolem 135 cm a jeho lebka měřila 65 centimetrů. Pravděpodobně byl všežravec, živil se rostlinami, mršinami a možná i aktivně lovil. Šlo zřejmě o vrcholového predátora se silným skusem čelistí a schopností krátkodobě rychle běžet.

## Výskyt
Entelodon byl nalezen na několika místech napříč Eurasií, a to ve Španělsku, Francii, Německu, Rumunsku, na Kavkaze a ve Vnitřním Mongolsku. Rod čítal 8 různých druhů.

## V kultuře
Entelodon se např. objevil ve třetím díle dokumentárního seriálu Putování s pravěkými zvířaty a byla mu věnována celá epizoda dokumentu Prehistoričtí lovci.